# Powiat wołożyński
Powiat wołożyński – powiat utworzony 12 grudnia 1920 r. pod Zarządem Terenów Przyfrontowych i Etapowych z części powiatu oszmiańskiego (gminy: Traby, Wiszniów, Bakszty, Naliboki, Wołożyn, Derewna, Juraciszki, Zabrzezie, Połoczany, Ługomowicze, Iwje, Lipniszki, Sobotniki i Siedliszcze). 19 lutego 1921 r. wszedł w skład nowo utworzonego województwa nowogródzkiego II Rzeczypospolitej. Jego stolicą był Wołożyn. Powierzchnia wynosiła 3545 km². W skład powiatu wchodziło 14 gmin i 2 miasteczka.

## Gminy
- Bakszty
- Derewna[2]
- Iwie[3]
- Juraciszki
- Lipniszki[3]
- Ługomowicze
- Naliboki
- Połoczany[4]
- Siedlisko[3]
- Subotniki[3]
- Traby
- Wiszniew
- Wołożyn
- Zabrzeź
- Pierszaje[5]
- Iwieniec[5]
- Wołma[5]

## Miasteczka
- Wołożyn
- Iwie

## Starostowie
- Edmund Koślacz (1928-)[6]